# جيمي وونغ
جيمي وونغ (بالإنجليزية: Jimmy Wong)‏ هو مغني ويوتيوبي وممثل أمريكي، ولد في 28 مارس 1986 في الولايات المتحدة.

## أعمال

### أفلام
- (2017) الدائرة[4][5]

## وصلات خارجية
- جيمي وونغ على موقع IMDb (الإنجليزية)
- جيمي وونغ على موقع ميوزك برينز (الإنجليزية)
- جيمي وونغ على موقع قاعدة بيانات الفيلم (الإنجليزية)
- جيمي وونغ على موقع كينوبويسك (الروسية)